# 弦楽四重奏曲第3番 (ドヴォルザーク)
弦楽四重奏曲第3番 ニ長調（B.18）は、アントニン・ドヴォルザークが1869年から1870年のどこかの時期で作曲したと思われる弦楽四重奏曲。1時間を超える演奏時間を誇り、作曲者の室内楽作品の中で最長の楽曲となっている。曲が長いことに加え、様式的な面では部分的にワーグナー風であると評されている。

## 概要
本作および弦楽四重奏曲第2番と第4番の正確な作曲年は同定されていないが、これら3曲は1868年から1870年にかけての時期に書かれており、第4番については1870年12月に完成したことがわかっている。この3作品が書かれたのは作曲者のキャリア初期のことであり、総譜を廃棄した彼は曲を破棄出来たものと思い込んでいた。後年、各奏者用のパート譜が再発見され、これらの楽曲は失われずに済んだのであった。この作品の商業出版は行われていないが、1964年の完全クリティカル・エディション（Souborné vydání díla）第5巻に収録されている。
初演は1969年1月12日に、プラハのルドルフィヌムにおいてドヴォルザーク四重奏団の演奏で行われた。

## 楽曲構成
全4楽章で構成される。演奏時間は約65分から70分。
1. Allegro con brio
2. Andantino
3. Allegro energico — Trio
4. Finale: Allegretto

## 録音史
ある文献によると、本作の初録音は1938年にレナー四重奏団が行ったものであるという。この録音はロックポート・レコードによってCD化されているというが、2015年10月現在検証できていない。別の文献の示すところでは、この録音はかつての採番ルールで第3番と呼ばれていた作品51（現在の第10番）であるとのことである。それが正しいのであれば、1976年にプラハ弦楽四重奏団がドイツ・グラモフォンへ行った録音が世界初ということになる。その後、シュターミッツ、パノハ、プラハ・ヴラフ、ツェムリンスキーの各団体が本作の録音を残している。